# Mapbender
Mapbender ist ein Open-Source-Web GIS. Zum Einsatz kommt es unter anderem für das Geo-Datenmanagement von standardisierten Geodaten-Infrastrukturen (GDI) sowie als Geoportal-Lösung.

## Merkmale
Kartenanwendungen und Geodatendienste können mit Mapbender wie in einem Content-Management-System über die Weboberfläche den eigenen Bedürfnissen angepasst oder komplett neu implementiert werden. Das Web GIS wird mit vorkonfigurierten Anwendungen zur Anzeige, Navigation und Abfrage von Karten ausgeliefert. Mit einer einzigen Installation können beliebig viele Anwendungen einschließlich eines differenzierten Rollen- und Rechtemanagements angelegt werden.
Ab der Version 3.0.4 ist Mapbender als Open-Source-Software unter der MIT-Lizenz lizenziert. Frühere Versionen standen unter GNU GPL und Simplified BSD-Lizenz.
Mapbender ist das erste offiziell graduierte Projekt der Open Source Geospatial Foundation (OSGeo), die seit Juni 2009 auch das Copyright besitzt.

## Einsatz
Mapbender wird häufig zusammen mit anderen OSGeo-Projekten wie MapServer, GeoServer oder deegree eingesetzt und ist Teil des Projektes OSGeo-Live.
Durch die konsequente Einhaltung der internationalen Standards des OGC ist Mapbender global einsetzbar.
Verwendung findet Mapbender in zahlreichen Projekten der freien Wirtschaft und der öffentlichen Hand. Einige Beispiele sind in der Mapbender Galerie aufgeführt.

## Technik
Mapbender enthält Oberflächen für die Orchestrierung, Anzeige, Navigation und Abfrage von verteilten Kartendiensten. Die Karten und Geoobjekte werden über die vom Open Geospatial Consortium (OGC) standardisierten Schnittstellen Web Map Service (WMS), Web Map Tile Service (WMTS) und Web Feature Service (WFS) angefordert.
Das Web GIS enthält Module für die Verwaltung der Dienste, Benutzer und Anwendungen sowie das Editieren von Daten. Das Mapbender-Datenmodell ermöglicht benutzer- und projektspezifische Protokollierung. Jeder Benutzer kann seine aktuelle Sitzung einzeln speichern.
Mit den Suchmodulen (ab Mapbender Version 3 via SQL und Solr, bei älteren Versionen via WFS) kann nach Attributen der Geodaten gesucht werden.
Weiterentwickelt wird, in Ablösung von Mapbender-Version 2, nur noch die von Grund auf neu entwickelte Version 3.
Die Entwicklung erfolgt mit dem auf PHP basierenden MVC-Framework Symfony. Zum Einsatz kommen ferner jQuery und OpenLayers sowie Bootstrap. Alle von Doctrine (PHP) angebundenen Datenbanken werden von Mapbender ab Version 3 unterstützt. Dazu gehören unter anderem PostgreSQL/PostGIS, MySQL und SQLite.
Die Codeverwaltung von Mapbender erfolgt über den Filehosting-Dienst GitHub. Dort findet sich ebenfalls die öffentlich zugängliche Dokumentation.
Die Mapbender-Version 2.x ist in PHP, JavaScript und SQL geschrieben und setzt auf den Datenbanken PostgreSQL/PostGIS oder MySQL auf, wobei MySQL für die Administration ab der Version 2.6 nicht mehr unterstützt wurde. Das Benutzerhandbuch, die Entwicklung und Einsatzbeispiele von Mapbender Version 2 wurden in einem Wiki erstellt und gepflegt. Die Codeverwaltung erfolgte im SVN der OSGeo.
Die alte Mapbender-Version 2.8 wird aktuell noch von einigen Organisation als Basis für ihre zentralen Geodateninfrastrukturen eingesetzt (Hessen, Rheinland-Pfalz, Saarland). Der Quelltext wurde im Jahr 2020 auf GitHub) umgezogen und wird dort noch ein paar Jahre weiter gepflegt, bis alle Funktionen neu entwickelt sind und eine Migration der Altsysteme möglich ist. Debian 11 wird das letzte unterstützte Betriebssystem sein (PHP: 7.4).